# Gerichtsbezirk Lussin
Der Gerichtsbezirk Lussin (italienisch: distretto giudiziario Lussin; slowenisch: občina židovska Lošinj, kroatisch: kotarsko satničtvo Lošinj) war ein dem Bezirksgericht Lussin unterstehender Gerichtsbezirk in der Markgrafschaft Istrien.
Der Gerichtsbezirk umfasste die Insel Lošinj. Nach dem Ersten Weltkrieg musste Österreich den gesamten Gerichtsbezirk an Italien abtreten, nach dem Zweiten Weltkrieg gelangte das Gebiet an Jugoslawien. Er ist heute Teil der Gespanschaft Primorje-Gorski kotar in der Republik Kroatien.

## Geschichte
Um 1850 wurde in Istrien so wie im gesamten Kaisertum Österreich die ursprüngliche Patrimonialgerichtsbarkeit aufgelöst. In der Folge wurde unter anderen der Gerichtsbezirk Lussin geschaffen. Der Gerichtsbezirk unterstand dem für die gesamte Grafschaft zuständigen Landesgericht Rovigno, das wiederum dem Oberlandesgericht Triest, das am 1. Mai 1850 seine Tätigkeit aufnahm, unterstellt war.
Auch nachdem Istrien bzw. Triest sowie Görz und Gradisca vom ursprünglichen Kronland Küstenland ihre Selbständigkeit als Kronland erlangten, blieb das Oberlandesgericht Triest die oberste Instanz für den Gerichtsbezirk Lussin.
Der Gerichtsbezirk Lussin bildete im Zuge der Trennung der politischen von der judikativen Verwaltung
ab 1868 gemeinsam mit den Gerichtsbezirken Cherso (Cres) und Veglia (Krk) den Bezirk Lussin.
Der Gerichtsbezirk Lussin wies 1869 eine Bevölkerung von 11.602 Personen auf.
Per 1. Dezember 1905 wurde der Gerichtsbezirk Veglia vom Bezirk Lussin abgespalten und zu einem eigenständigen Bezirk erhoben.
Bis 1910 wuchs die Einwohnerzahl auf 13.098 an, davon hatten 7.588 Personen Italienisch (57,9 %) als Umgangssprache angegeben, 4.289 sprachen Italienisch (32,7 %), 418 Deutsch (3,2 %) und 91 Slowenisch (0,7 %). Der Bezirk umfasste zuletzt eine Fläche von 175,11 km² bzw. drei Gemeinden.
Durch die Grenzbestimmungen des am 10. September 1919 abgeschlossenen Vertrages von Saint-Germain wurde der Gerichtsbezirk Lussin zur Gänze Italien zugeschlagen. Nach dem Zweiten Weltkrieg gelangte das Gebiet des ehemaligen Gerichtsbezirks an Jugoslawien, das Gebiet ist seit 1991 Teil der Republik Kroatien.
| Jahr | Ein- wohner | Deutsch- sprachige | Italienisch- sprachige | Slowenisch- sprachige | Kroatisch- sprachige |
| ---- | ----------- | ------------------ | ---------------------- | --------------------- | -------------------- |
| 1869 | 11.602      |                    |                        |                       |                      |
| 1880 | 11.923      | 20                 | 4.508                  | 24                    | 7.080                |
| 1890 | 11.838      | 98                 | 4.921                  | 22                    | 6.537                |
| 1910 | 13.098      | 418                | 7.588                  | 91                    | 4.289                |

## Gerichtssprengel
Der Gerichtsbezirk Lussin umfasste Ende Februar 1918 die Gemeinden Lussingrande (Veli Lošinj bzw. Velo Selo), Lussinpiccolo (Mali Lošinj bzw. Malo Selo) und Ossero (Osor bzw. Nerezine).